# Елім Чан
Елім Чан (кит.: 陳 以 琳; Гонконг, 18 листопада 1986 р.) - диригент. Елім Чан є головним диригентом Антверпенського симфонічного оркестру з концертного сезону 2019-2020 рр., а також постійним запрошеним диригентом Королівського шотландського національного оркестру з сезону 2018-2019 рр.

## Навчання
Елім Чан співала в дитячому хорі в Гонконзі, а у віці шести років почала грати на піаніно. Отримала ступінь бакалавра музики в Коледжі Сміт у штаті Массачусетс. Потім навчалася в Мічиганському університеті, де була музичним керівником Симфонічного оркестру кампусу Мічиганського університету й Мічиганського поп-оркестру. Отримала ступінь магістра й доктора диригування оркестром, а в 2014 році закінчила університет диригентом. У 2013 році Чан отримала стипендію імені Бруно Вальтера в області диригування, а в 2015 році відвідувала майстер-класи Бернарда Хайтінк в Люцерні.

## Музична кар'єра
У грудні 2014 року, у віці 28 років, Чан виграла конкурс диригентів Донателли Флік. У результаті перемоги в цьому конкурсі її згодом призначено помічником диригента Лондонського симфонічного оркестру на концертний сезон 2015-2016 рр. У сезоні 2016-2017 рр. вона брала участь у стипендіальній програмі Г. Дудамеля в Лос-анджелеської філармонії.
У 2018-2019 рр. Елім Чан стала постійним запрошеним диригентом Королівського шотландського національного оркестру, змінивши тим самим Томаса Сьоннергорда.
З сезону 2019-2020 рр. Елім Чан є головним диригентом Антверпенського симфонічного оркестру, постійно виступаючи в Концертному залі королеви Єлизавети (Koningin Elisabethzaal) в Антверпені. Чан, яка серед інших пішла по стопах Едо де Ваарта і Яапа ван Цведена, є наймолодшим головним диригентом, якого коли-небудь називав Антверпенський симфонічний оркестр.
Крім того, Елім Чан виступала в якості запрошеного диригента з оркестром Маріїнського театру, Гонконгським філармонічним оркестром, Лондонським симфонічним оркестром, Koninklijk Concertgebouworkest, Люксембурзьким філармонічним оркестром, Філармонічним оркестром, Королівським ліверпульським філармонічним оркестром, Симфонічним оркестром Франкфуртського радіо, Національним оркестром Ліона, Роттердамським філармонічним оркестром, Х'юстонським симфонічним оркестром і Музичної академією Заходу.
Вона також диригувала оркестром Національного центру мистецтв в Оттаві й Orchestre de la Francophonie (Оркестр франкофонії) у рамках Літнього музичного інституту Національного центру мистецтв у 2012 році, де співпрацювала з Пінхасом Цукерманом. Брала участь у фестивалі «Музичний Олімп» у Санкт-Петербурзі й відвідувала майстер-класи з оркестром фестивалю Кабрілло й Симфонічним оркестром Балтимора (з Марін Олсоп, Жераром Шварцем і Густавом Майєром).

## Особисте життя
Елім Чан заручена з голландським перкусіоністом Домініком Флешуверсом, який у 2020 році був нагороджений Голландською музичною премією (Nederlandse Muziekprijs).

## Зовнішні посилання
- Вебсайт Елім Чан [Архівовано 27 вересня 2020 у Wayback Machine.]
- Гаррісон Перро, сторінка про Елім Чан [Архівовано 27 вересня 2020 у Wayback Machine.]
- Антверпенский симфонічний оркестр призначив Елім Чан новим головним диригентом [Архівовано 13 вересня 2020 у Wayback Machine.]